# Alexander Bustamante
Sir William Alexander Clarke Bustamante (født 24. februar 1884, død 6. august 1977) var Jamaicas premierminister i 1953-55 og 1962-67.
Han grundlagde Jamaica Labour Party i 1943.

## Andet
- Hans fætter, premierminister Norman Manley